# Golaghat
Golaghat (en asamés:গোলাঘাট ) es una localidad de la India, centro administrativo del distrito de Golaghat, estado de Assam.

## Geografía
Se encuentra a una altitud de 104 m s. n. m. a 275 km de la capital estatal, Dispur, en la zona horaria UTC +5:30.

## Demografía
Según estimación 2010 contaba con una población de 36 055 habitantes.